# Dystrophaeus
Dystrophaeus viaemalae
Genre
Espèce
Dystrophaeus est un genre éteint de dinosaures sauropodes diplodocoïdes, probablement de la famille des Dicraeosauridae. Il a été découvert dans la formation géologique de Morrison en Utah où il vivait au cours du Jurassique supérieur (Kimméridgien), il y a environ 155 Ma (millions d'années).
Une seule espèce est rattachée au genre : Dystrophaeus viaemalae, décrite par Edward Drinker Cope en 1877.

## Découverte
Le matériel fossile est représenté par un squelette partiel (holotype référencé USNM 2364), qui comprend un cubitus  de 76 centimètres de long, un radius incomplet, une omoplate et quelques métacarpes, découverts en 1859 par John Strong Newberry. Ces fossiles proviennent probablement de la zone stratigraphique 1 de la formation de Morrison d'âge kimméridgien. 

## Classification
L'historique de la classification de Dystrophaeus est long et confus. 
En 1877, Cope conclut simplement qu'il s'agit d'un dinosaure du Trias.
En 1882, Henri-Émile Sauvage comprend qu'il s'agit d'un sauropode qu'il place dans la famille des Atlantosauridae. 
En 1895, Othniel Charles Marsh cependant, en fait un stégosauridé. 
En 1904, Friedrich von Huene, est le premier à déterminer l'âge jurassique de l'animal et il crée une famille, les Dystrophaeidae (supposés être des théropodes herbivores) pour l'héberger. En 1908 von Huene corrige son classement en le plaçant parmi les sauropodes cétiosauridés.
En 1966, Alfred Romer le place chez les Brachiosauridae, dans la sous-famille des cétiosaurinés.
En 1996, David Gillette en fait un membre de la famille des diplodocidés,, tandis que beaucoup de paléontologues le considèrent comme un nomen dubium.
En 2015, Emanuel Tschopp, Octavio Mateus et Roger B.J. Benson conduisent une analyse phylogénétique des Diplodocoidea qui aboutit à placer Dystrophaeus comme un Dicraeosauridae basal, proche des deux autres genres nord-américains de cette famille, Suuwassea et Dyslocosaurus. C'est ce que montre leur cladogramme ci-dessous) :
|  | Suuwassea emilieae     |
|  |                        |
|  | Dystrophaeus viaemalae |
|  |                        |

|  | Brachytrachelopan mesai                                                          |
|  |                                                                                  |
|  | \| \| Amargasaurus cazaui \| \| \| \| \| \| Dicraeosaurus hansemanni \| \| \| \| |
|  |                                                                                  |
|  | Amargasaurus cazaui                                                              |
|  |                                                                                  |
|  | Dicraeosaurus hansemanni                                                         |
|  |                                                                                  |

|  | Amargasaurus cazaui      |
|  |                          |
|  | Dicraeosaurus hansemanni |
|  |                          |

|  | Suuwassea emilieae     |
|  |                        |
|  | Dystrophaeus viaemalae |
|  |                        |

|  | Brachytrachelopan mesai                                                          |
|  |                                                                                  |
|  | \| \| Amargasaurus cazaui \| \| \| \| \| \| Dicraeosaurus hansemanni \| \| \| \| |
|  |                                                                                  |
|  | Amargasaurus cazaui                                                              |
|  |                                                                                  |
|  | Dicraeosaurus hansemanni                                                         |
|  |                                                                                  |

|  | Amargasaurus cazaui      |
|  |                          |
|  | Dicraeosaurus hansemanni |
|  |                          |

|  | Suuwassea emilieae     |
|  |                        |
|  | Dystrophaeus viaemalae |
|  |                        |

|  | Brachytrachelopan mesai                                                          |
|  |                                                                                  |
|  | \| \| Amargasaurus cazaui \| \| \| \| \| \| Dicraeosaurus hansemanni \| \| \| \| |
|  |                                                                                  |
|  | Amargasaurus cazaui                                                              |
|  |                                                                                  |
|  | Dicraeosaurus hansemanni                                                         |
|  |                                                                                  |

|  | Amargasaurus cazaui      |
|  |                          |
|  | Dicraeosaurus hansemanni |
|  |                          |

|  | Suuwassea emilieae     |
|  |                        |
|  | Dystrophaeus viaemalae |
|  |                        |

|  | Brachytrachelopan mesai                                                          |
|  |                                                                                  |
|  | \| \| Amargasaurus cazaui \| \| \| \| \| \| Dicraeosaurus hansemanni \| \| \| \| |
|  |                                                                                  |
|  | Amargasaurus cazaui                                                              |
|  |                                                                                  |
|  | Dicraeosaurus hansemanni                                                         |
|  |                                                                                  |

|  | Amargasaurus cazaui      |
|  |                          |
|  | Dicraeosaurus hansemanni |
|  |                          |